# Bart Oates
Bart Steven Oates (* 16. Dezember 1958 in Mesa, Arizona) ist ein ehemaliger US-amerikanischer American-Football-Spieler auf der Position des Centers. Er spielte für die San Francisco 49ers und die New York Giants in der National Football League (NFL).

## Frühe Jahre
Oates ging in Albany, Georgia, auf die Highschool. Von 1977 bis 1982 besuchte er die Brigham Young University.

## USFL
1983 schloss sich Oates den Philadelphia Stars in der neugegründeten United States Football League an. 1984 und 1985 konnte er mit den Stars (ab 1985 Baltimore Stars) die Liga gewinnen.

## NFL
1985 unterschrieb Oates einen Vertrag bei den New York Giants in der NFL. 1987 (gegen die Denver Broncos) und 1991 (gegen die Buffalo Bills) gewann er mit den Giants den Super Bowl. Zur Saison 1994 schloss er sich den San Francisco 49ers an, mit denen er 1995 den Super Bowl gegen die San Diego Chargers gewann. Nach der Saison beendete er seine Spielerkarriere.

## Nach der Spielerkarriere
1996 arbeitete Oates als Analyst beim Fernsehsender NBC.

## Persönliches
Bart Oates älterer Bruder Brad war ebenfalls in der NFL als Spieler aktiv (u. a. Arizona CardinalsSt. Louis Cardinals).